# Стрејт глума
Стрејт глума (популарније, стрејт ектинг или нефем) је израз за особу коју привлачи исти пол и која не показује изглед или манире онога што се сматра типичним за геј особе. Иако се користи и резервисана је скоро искључиво за геј и бисексуалне мушкарце, може се користити и за описивање лезбијке или бисексуалне жене која показује женствени изглед и манире. Пошто термин позива на негативне стереотипе о геј особама, његово коришћење је често контроверзно и може изазвати увреду.

## Предложена објашњења и критике
Стручњак за комуникације, Шинсуке Егучи (2009) предлаже да се објасни појава феномена стрејт глуме „јер неки геј мушкарци желе да постигну хегемонистички маскулинитет да би превазишли геј женствене слике“. И Егучи и Тим Берлинг то повезују са општим контекстом сисифобије — доминантне културне норме која омаловажава женствене мушкарце, а која није ограничена на геј културу. У „Преговарање о сисифобији: критичка/интерпретативна анализа једног 'фем' геј азијског тела у хетеронормативном свету“, Шинсуке Егучи (2011) пише: „почео сам да увиђам да дискурзивна манифестација сисифобије није да су феминизирани геј мушкарци непривлачни и непожељни. Уместо тога, стрејт ектинг геј мушкарци желе да представе своја „хетеронормативна“ мужевна лица у својим друштвеним интеракцијама са другима“ (стр. 50).
Колумниста који даје савете у вези секса Ден Севиџ прокоментарисао је популарност израза „стрејт глума“ у личним огласима за геј, критикујући и праксу и идеју да се мушкарац који тражи геј везу путем личног огласа за геј, понаша се стрејт. Браниоци овог термина тврде да се односи само на нечије манире и да критичари изоловањем речи „глума“ у фрази искривљују намеравано значење фразе. Употреба самог термина је означена као штетна за ЛГБТ заједницу, јер повезује одређене атрибуте са хомосексуалношћу.
Мушкарци који користе израз "стрејт глума" могу изразити огорченост што критичари тврде да тај израз имплицира да глуме, а да нису они истински.

## QUASH
Queers United Against Straight Acting Homosexuals (енг. QUASH) је била организација у Чикагу која је објавила често цитирани чланак у свом билтену 1993. Назван; „Асимилација нас убија, Борба за квир уједињени фронт.“ Чланак позива да нови поредак у нашим родним друштвеним системима буде инклузиван и да никога не искључује из ослобођења, доводећи у питање моћ и привилегије доминантних чланова друштва. Сличан чланак, објављен годину дана касније, користио је исти концепт одбацивања успостављених родно заснованих протокола, конкретно, који могу бити различити и боље и инклузивније институције од брачног пара и брака.
 